# Briastre
Briastre ist eine französische Gemeinde mit 695 Einwohnern (Stand: 1. Januar 2022) im Département Nord in der Region Hauts-de-France. Sie gehört zum Arrondissement Cambrai und zum Kanton Le Cateau-Cambrésis. Die Einwohner werden Briastrois und Briastroises genannt.

## Geographie
Briastre liegt an der Selle, etwa 17 Kilometer östlich von Cambrai und 22 Kilometer südlich von Valenciennes. Umgeben wird Briastre von den Nachbargemeinden Solesmes im Norden und Osten, Neuvilly im Südosten und Süden, Inchy im Süden sowie Viesly im Westen. 

## Bevölkerungsentwicklung
| Jahr                       | 1962 | 1968 | 1975 | 1982 | 1990 | 1999 | 2006 | 2013 | 2020 |
| Einwohner                  | 843  | 890  | 851  | 714  | 650  | 619  | 626  | 758  | 732  |
| Quellen: Cassini und INSEE |      |      |      |      |      |      |      |      |      |

## Wirtschaft
In Briastre befindet sich ein großer chemieverabeitender Betrieb. In der Umgebung der Gemeinde befinden sich landwirtschaftliche Betriebe.

## Sehenswürdigkeiten
- Kirche Saint-Pierre aus dem Jahre 1720
- Britischer Soldatenfriedhof
- Mühle Lamour

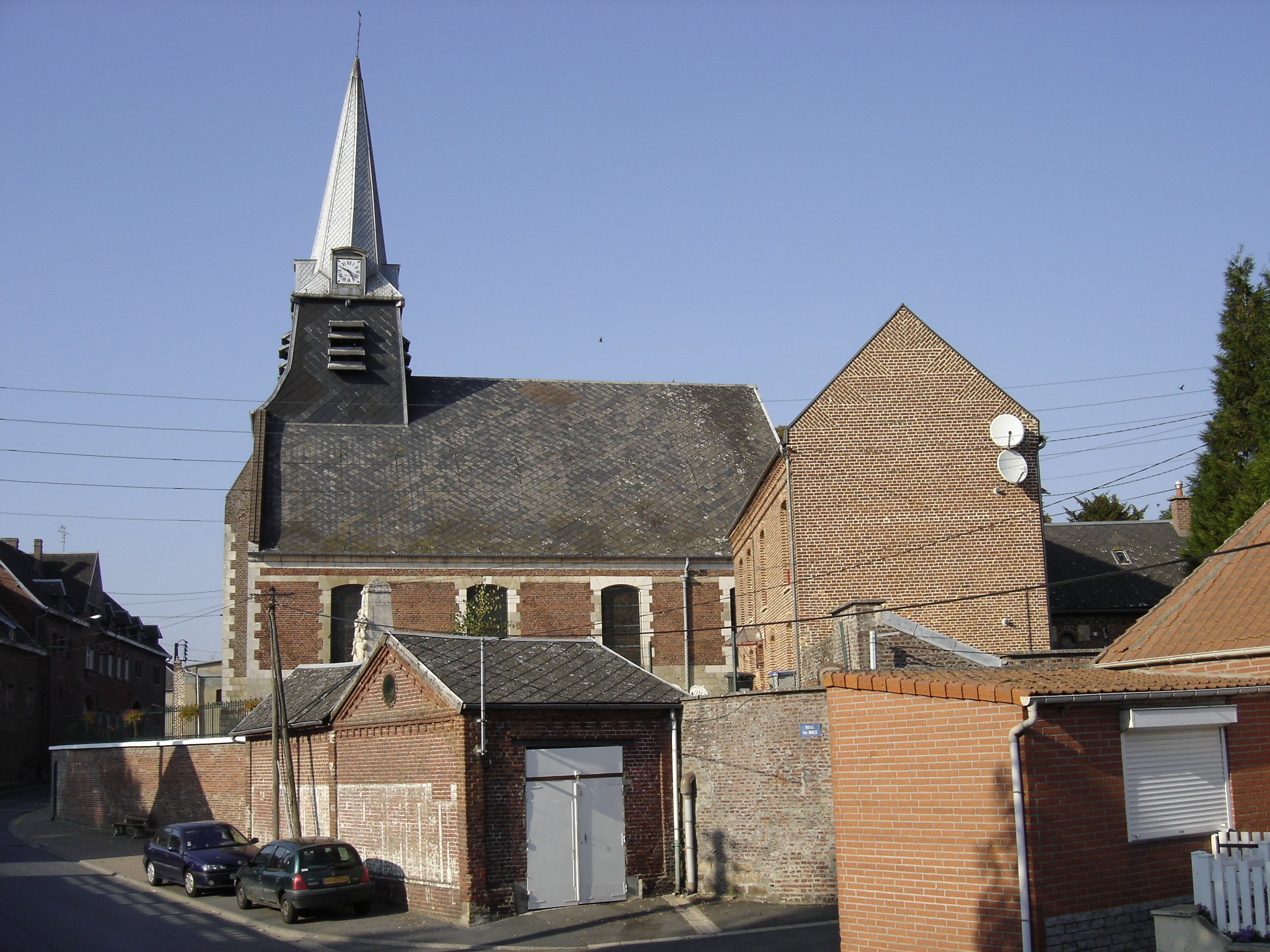
Kirche Saint-Pierre
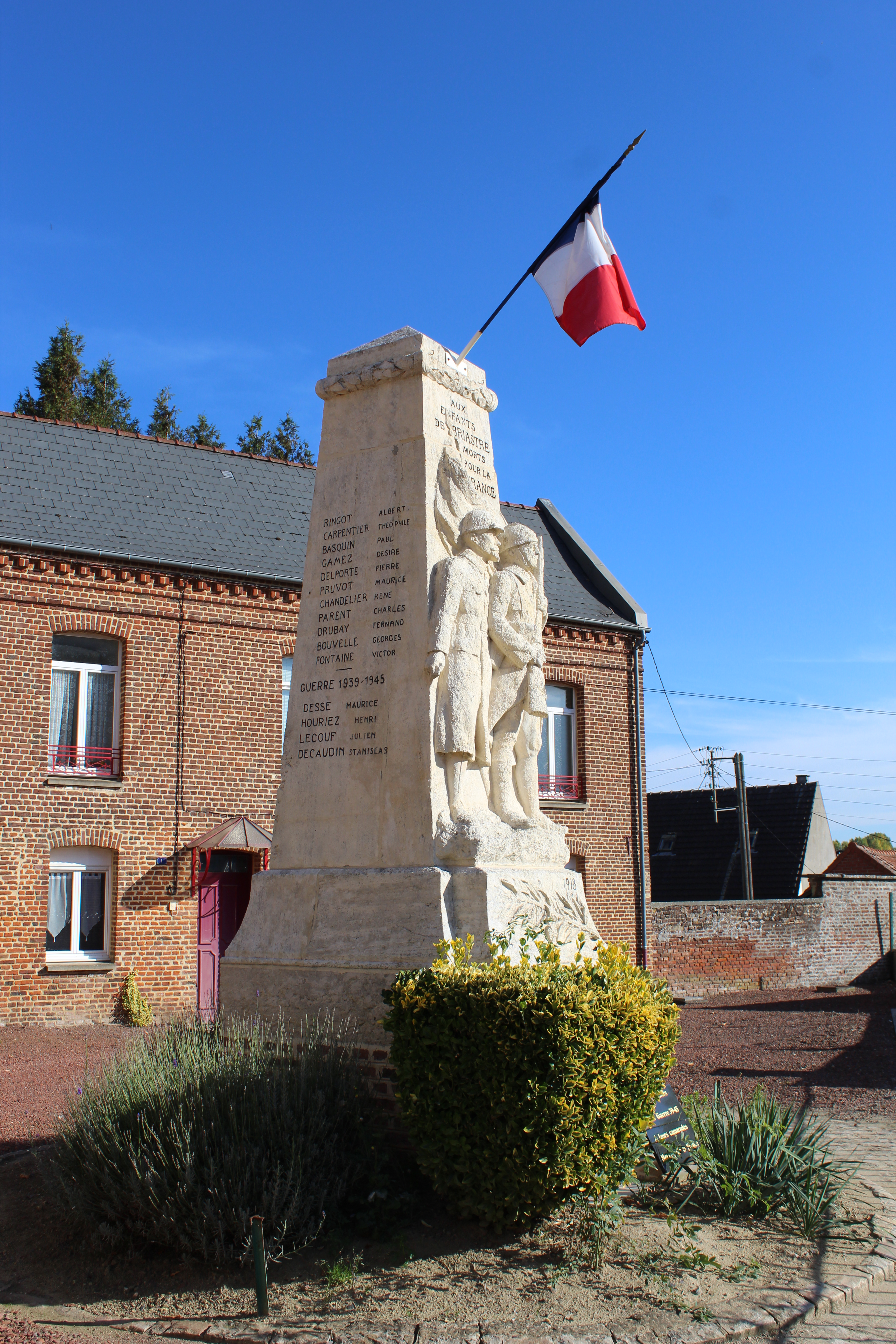
Gefallenendenkmal
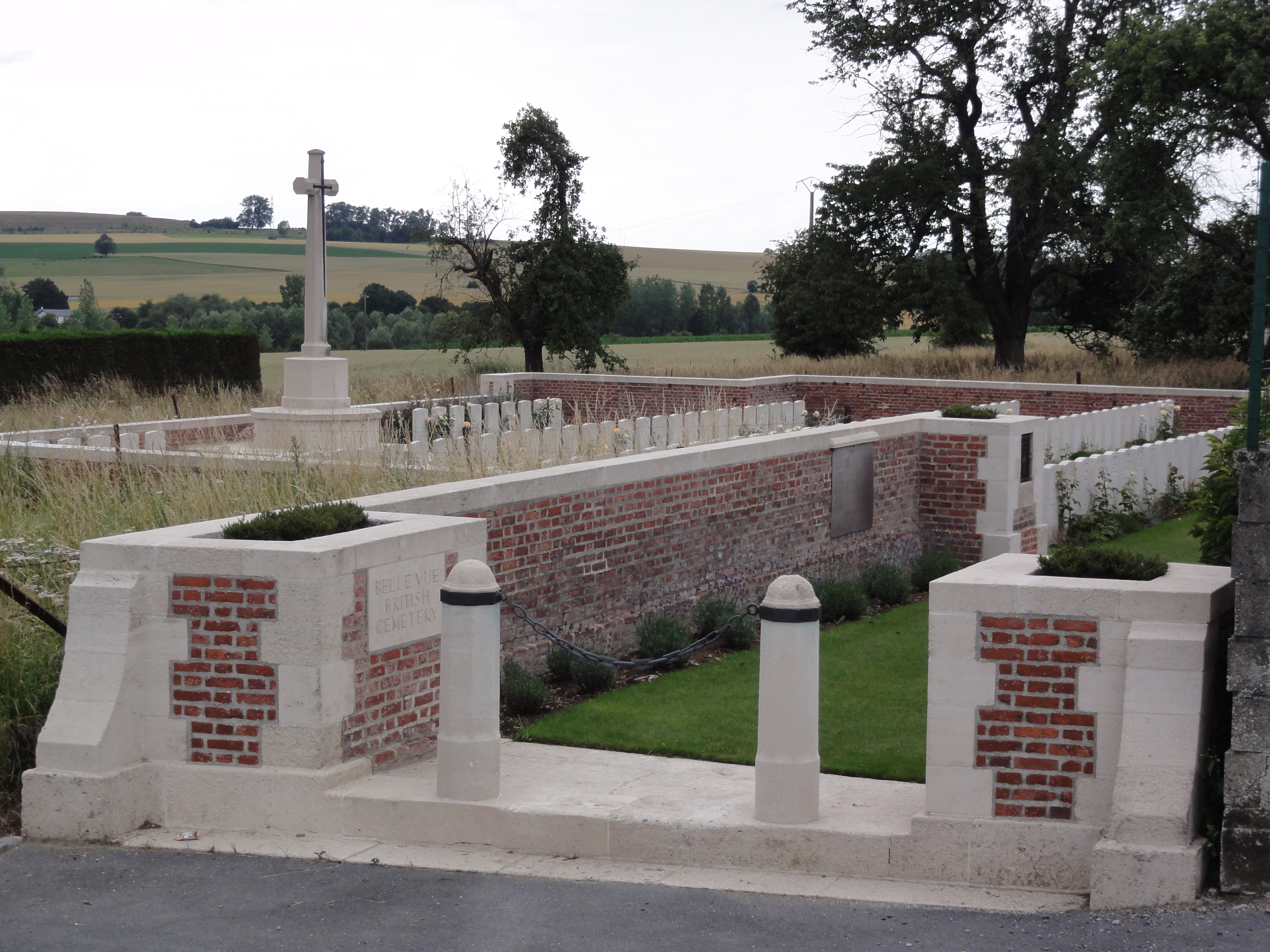
Britischer Soldatenfriedhof